# Pachycerianthus fimbriatus
Espèce

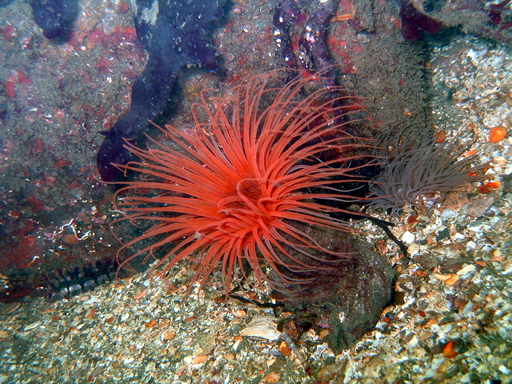
Pachycerianthus fimbriatus

Pachycerianthus fimbriatus est une espèce de la famille des Cerianthidae.

## Systématique
Le nom valide complet (avec auteur) de ce taxon est Pachycerianthus fimbriatus McMurrich, 1910.
Pachycerianthus fimbriatus a pour synonymes :
- Cerianthus elongatus Kwietniewski, 1898
- Pachycerianthus plicatus Carlgren, 1924

## Publication originale
- McMurrich, J.P. 1910.